# Stronnictwo Narodowo-Demokratyczne (III Rzeczpospolita)
Stronnictwo Narodowo-Demokratyczne (SND) – polska narodowo-konserwatywna partia polityczna, działająca w latach 90.

## Historia
Ugrupowanie utworzono 14 kwietnia 1991. Formalnego wpisu do ewidencji dokonano 23 maja 1991. Ugrupowanie odwoływało się do tradycji przedwojennej endecji, przyjęło nazwę ugrupowania z lat 1897–1919. Jego prezesem został Jan Tomasz Zamoyski, jednak stronnictwem faktycznie przez cały okres działalności kierował Bogusław Kowalski (od 1998 jako prezes).
W wyborach parlamentarnych przeprowadzonych 27 października 1991 do Sejmu SND wystartowało w dwóch okręgach pod nazwą Narodowy Komitet Wyborczy, który uzyskał jedynie 2102 głosy, tj. 0,02% poparcia. Partia wprowadziła do parlamentu jednego senatora, którym został Jan Zamoyski (otrzymał 46 770 głosów w województwie zamojskim).
Na kongresie z 4–6 września 1992 emigracyjne Stronnictwo Narodowe podjęło decyzję o samorozwiązaniu i przekazaniu majątku oraz ciągłości organizacyjnej przedwojennego Stronnictwa Narodowego Stronnictwu Narodowo-Demokratycznemu.
W 1993 kandydaci ugrupowania startowali z ramienia Bezpartyjnego Bloku Wspierania Reform. SND uczestniczyło w Porozumieniu 11 Listopada, w 1995 popierało ubiegającego się o reelekcję prezydenta Lecha Wałęsę (Bogusław Kowalski był jednym z głównych organizatorów jego kampanii wyborczej). Rok później SND przystąpiło do Akcji Wyborczej Solidarność, jednak w połowie 1997 podpisało porozumienie wyborcze z Polskim Stronnictwem Ludowym (żaden z jego przedstawicieli nie znalazł się w parlamencie). W sierpniu 1998 SND weszło w skład Ruchu Patriotycznego „Ojczyzna”, koalicji startującej w wyborach samorządowych w tym samym roku.
19 grudnia 1999 doszło do niezrealizowanego formalnie zjednoczenia Stronnictwa Narodowo-Demokratycznego ze Stronnictwem Narodowym Romana i Macieja Giertychów. Partia nie została jednak wyrejestrowana sądownie. Kandydatem nowego SN w wyborach prezydenckich w 2000 był generał Tadeusz Wilecki.
W 2001 na miejscu niewykreślonego z ewidencji SND została zarejestrowana Liga Polskich Rodzin, której pierwszy kongres odbył się 5 maja 2001.

## Program
Ugrupowanie nawiązywało do tradycji narodowych, traktując demokrację jako najlepszy ustrój państwa. SND stało na stanowisku silnej pozycji politycznej prezydenta. Podkreślano istotną rolę samorządu lokalnego, gospodarki rozumianej jako tzw. kapitalizm narodowy, zakładającej wspieranie polskich przedsiębiorstw. Program dotyczący rolnictwa opierał się na wspieraniu funkcjonowania gospodarstw rodzinnych. Integrację europejską rozumiano jako realizację idei Europy ojczyzn. Przestrzegano przed dominacją Niemiec w tej części Europy.